# Kwadwo Asamoah
Kwadwo Asamoah (Accra, 9 dicembre 1988) è un ex calciatore ghanese, di ruolo difensore o centrocampista.
Cresciuto calcisticamente in patria, ha poi speso la maggior parte della carriera in Italia legando il suo nome principalmente all'Udinese, con cui è salito alla ribalta, e alla Juventus, con cui ha conosciuto le maggiori soddisfazioni vincendo 6 campionati italiani consecutivi (dal 2012-13 al 2017-18), 4 Coppe Italia consecutive (dal 2014-15 al 2017-18) e 3 Supercoppe italiane (2012, 2013 e 2015).
Con la nazionale ghanese ha partecipato a 2 campionati del mondo (2010 e 2014) e 5 Coppe d'Africa (2008, 2010, 2012, 2013 e 2019).

## Biografia
Nel 2024 ottiene la cittadinanza italiana.

## Caratteristiche tecniche
Centrocampista mancino, molto duttile tatticamente, ha nel dinamismo e nella potenza fisica le sue qualità migliori; queste, unite a una buona tecnica di base e a degli ottimi tempi di inserimento, ne fanno un giocatore valido in ambedue le fasi di gioco.
Capace di abbinare qualità e quantità, nasce come mezzala per poi affermarsi come esterno sinistro di un centrocampo a 5 elementi, durante la militanza nella Juventus, sotto la guida di Antonio Conte; il suo successore sulla panchina juventina, Massimiliano Allegri, l'ha descritto come «uno di quei cavalli che stanno fermi a lungo, e appena hanno occasione, ripartono a mille».
Ciò nonostante, un precoce declino fisico unito a una scarsa adattabilità al ruolo di terzino in una difesa a 4 elementi, ne hanno pesantemente minato il rendimento nella seconda parte di carriera.

## Carriera

### Club

#### Gli inizi in Africa, l'arrivo in Europa
Viene scoperto mentre gioca nel Kaaseman, un club ghanese, e acquistato dal Liberty Prof. Nella finestra di mercato invernale del 2008, mentre è impegnato in Coppa d'Africa, viene tesserato dal Bellinzona, club militante nella seconda serie svizzera; tuttavia la legislazione elvetica sui lavoratori extraeuropei non gli consente di ottenere il permesso di soggiorno-lavoro.
Viene quindi ceduto in Italia, in prestito, al Torino, con diritto di riscatto fissato a 3 milioni di euro. Esordisce nel Campionato Primavera il 23 febbraio, in Cagliari-Torino (0-3); in prima squadra viene convocato per la prima volta in occasione di Cagliari-Torino (3-0), senza tuttavia scendere in campo, neanche nelle successive partite.

#### Udinese

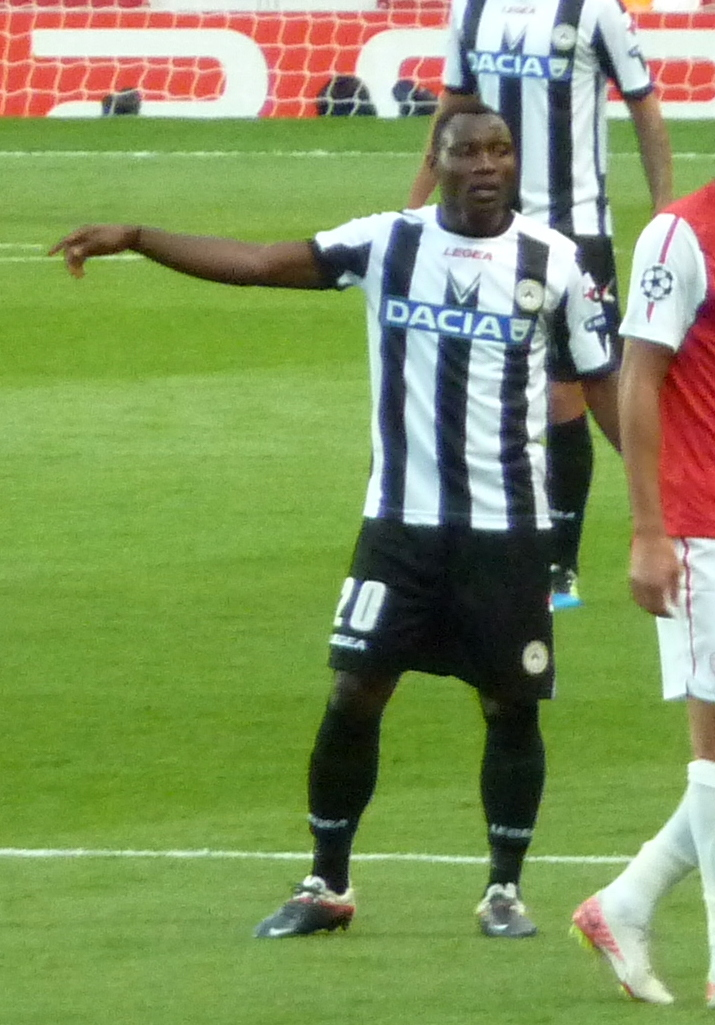
Asamoah all'Udinese nel 2011, durante l'andata del play-off di Champions League sul campo dell'.

Nell'estate 2008 viene girato in prestito, con diritto di riscatto, all'Udinese che lo preleva al costo di 1 milione di euro.
Il debutto in campionato avviene invece negli ultimi 20' della gara pareggiata per 1-1 contro la Sampdoria, l'11 gennaio 2009. La domenica successiva, nella sconfitta per 2-0 a Cagliari, fa il suo debutto dal 1': da questa partita diventa titolare nel centrocampo a tre di Pasquale Marino. Segna il suo primo gol in Serie A il successivo 19 aprile, in Udinese-Fiorentina (3-1).
Milita nel club friulano fino al termine della stagione 2011-2012, totalizzando 114 presenze e 8 reti in campionato.

#### Juventus
Nell'estate 2012 l'Udinese lo cede in compartecipazione alla Juventus per 9 milioni di euro. Il successivo 11 agosto, al debutto con la nuova maglia in occasione della finale di Supercoppa italiana contro il Napoli, trova la rete del temporaneo 1-1: la partita viene poi vinta dalla sua squadra ai tempi supplementari (4-2) dopo un'ottima prestazione personale. Esordisce in campionato il 25 dello stesso mese, nella vittoria interna contro il Parma (2-0), fornendo l'assist per il primo gol di Stephan Lichtsteiner. Il successivo 16 settembre segna la sua prima rete in campionato con la maglia bianconera, che fissa il punteggio nel successo esterno sul Genoa (1-3). Il 5 maggio 2013, dopo la vittoria interna sul Palermo (1-0), vince il suo primo Scudetto.
Al termine della stagione viene riscattato interamente dalla Juventus, con cui nel campionato 2013-2014 il giocatore, sempre agli ordini di Antonio Conte, bissa la vittoria tricolore.

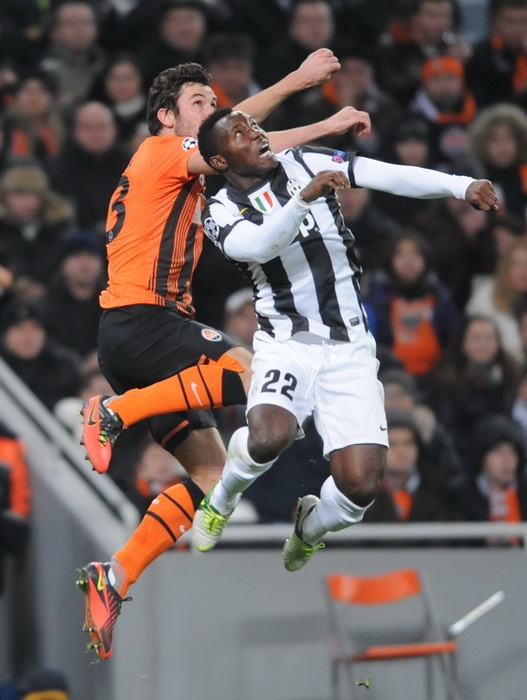
Asamoah (a destra) in maglia juventina nel 2012, in un duello aereo con Darijo Srna dello durante la trasferta della fase a gironi di UEFA Champions League.

Inizia l'annata 2014-2015 come titolare, talvolta schierato dal nuovo tecnico bianconero Massimiliano Allegri come terzino sinistro; ma nella gara di UEFA Champions League contro l'Olympiacos subisce un grave infortunio al ginocchio che lo terrà fuori dal campo per circa 7 mesi. Torna a giocare il 23 maggio 2015, nel successo casalingo contro il Napoli (3-1). A fine anno conquista il suo terzo Scudetto consecutivo nonché la sua prima Coppa Italia, e raggiunge con i bianconeri la sua prima finale di Champions, poi persa contro i catalani del Barcellona.
Anche nella stagione 2015-2016 viene tormentato da continui problemi fisici, che lo costringono spesso in infermeria. Rientra pienamente a disposizione nel finale di stagione, dove contribuisce alla vittoria del quarto scudetto e della seconda Coppa Italia bianconera consecutivi.
Nell'annata 2016-2017 rientra pienamente a disposizione di Allegri, dopo i numerosi infortuni dei due anni precedenti; nella seconda parte dell'annata torna anche a essere impiegato nel ruolo di terzino sinistro, come riserva del brasiliano Alex Sandro. A fine stagione arriva un ennesimo double nazionale Scudetto-Coppa. Con la Juventus raggiunge anche la sua seconda finale di Champions, persa contro gli spagnoli del Real Madrid.
Sul finire della stagione 2017-2018 Asamoah decide di non rinnovare il contratto in scadenza con la Juventus: lascia Torino dopo sei anni, non prima di avere incamerato il sesto Scudetto e la quarta Coppa Italia consecutivi.

#### Inter e Cagliari
Nell'estate 2018 viene ufficializzato il suo passaggio all'Inter a parametro zero. Esordisce con i nerazzurri il successivo 19 agosto, alla prima di campionato sul campo del Sassuolo; poco più di un mese dopo esordisce con i lombardi anche in Champions League, nella partita casalinga contro il Tottenham. Subito affermatosi come titolare sotto la guida tecnica di Luciano Spalletti, ben figura come terzino sinistro per tutto l'arco della stagione, superando in dicembre anche il difficile momento della sfida di San Siro contro il PSV (1-1), in cui un suo errore costa l'eliminazione nerazzurra dalla Champions.
Nell'annata successiva ritrova Antonio Conte, già suo allenatore nella comune esperienza juventina. Ciò nonostante lo spazio per il difensore diminuisce sensibilmente a Milano, sia per il riacutizzarsi di problemi cronici al ginocchio sinistro sia per la sopraggiunta concorrenza nel ruolo, da metà campionato, del neoacquisto Young: il ghanese riesce a mettere assieme sporadiche presenze nella prima parte di stagione, per poi non riuscire più a scendere in campo nella seconda, partecipando solo da comprimario al cammino nerazzurro verso la finale della UEFA Europa League. Rimasto fuori dal progetto tecnico interista, il 5 ottobre 2020 il calciatore risolve il contratto con il club.
Dopo avere trascorso quattro mesi da svincolato, il 3 febbraio 2021 viene tesserato dal Cagliari. Debutta con i sardi il 28 dello stesso mese, nel successo esterno per 0-2 contro il Crotone, totalizzando 9 presenze nel restante scorcio di stagione. Lascia i rossoblù a fine campionato e, dopo essere rimasto per diversi mesi senza squadra, il 5 ottobre 2022 annuncia il ritiro dal calcio giocato per intraprendere la carriera di procuratore, entrando nello studio di Federico Pastorello.

### Nazionale
Convocato per la Coppa d'Africa 2010 in Angola, disputa tutte le partite, servendo anche 2 assist vincenti, nelle vittorie (entrambe 1-0, gol di Asamoah Gyan) contro Angola e Nigeria; il Ghana perde in finale contro l'Egitto. Tra i 23 convocati per il campionato del mondo 2010 in Sudafrica, parte da titolare nelle 5 partite disputate dal Ghana, che si ferma ai quarti di finale. Disputa anche la Coppa d'Africa 2012, in cui il Ghana giunge quarto.
Viene convocato per la Coppa d'Africa 2013, dove gioca tutte e 6 le partite disputate dal Ghana, mettendo a segno due reti, una nella fase a gironi contro la RD del Congo e un'altra nella finale per il terzo posto contro il Mali.

## Statistiche

### Presenze e reti nei club
Statistiche aggiornate al 16 maggio 2021.
| Stagione        | Squadra         | Campionato      | Campionato | Campionato | Coppe nazionali | Coppe nazionali | Coppe nazionali | Coppe continentali | Coppe continentali | Coppe continentali | Altre coppe | Altre coppe | Altre coppe | Totale | Totale |
| Stagione        | Squadra         | Comp            | Pres       | Reti       | Comp            | Pres            | Reti            | Comp               | Pres               | Reti               | Comp        | Pres        | Reti        | Pres   | Reti   |
| --------------- | --------------- | --------------- | ---------- | ---------- | --------------- | --------------- | --------------- | ------------------ | ------------------ | ------------------ | ----------- | ----------- | ----------- | ------ | ------ |
| 2008-2009       | Udinese         | A               | 20         | 2          | CI              | 2               | 0               | CU                 | 6                  | 0                  | -           | -           | -           | 28     | 2      |
| 2009-2010       | Udinese         | A               | 25         | 1          | CI              | 2               | 0               | -                  | -                  | -                  | -           | -           | -           | 27     | 1      |
| 2010-2011       | Udinese         | A               | 38         | 2          | CI              | 1               | 0               | -                  | -                  | -                  | -           | -           | -           | 39     | 2      |
| 2011-2012       | Udinese         | A               | 31         | 3          | CI              | 0               | 0               | UCL+UEL            | 2+7                | 0                  | -           | -           | -           | 40     | 3      |
| Totale Udinese  | Totale Udinese  | Totale Udinese  | 114        | 8          |                 | 5               | 0               |                    | 15                 | 0                  |             | -           | -           | 134    | 8      |
| 2012-2013       | Juventus        | A               | 27         | 2          | CI              | 1               | 0               | UCL                | 7                  | 0                  | SI          | 1           | 1           | 36     | 3      |
| 2013-2014       | Juventus        | A               | 34         | 2          | CI              | 1               | 0               | UCL+UEL            | 5+6                | 0                  | SI          | 1           | 0           | 47     | 2      |
| 2014-2015       | Juventus        | A               | 7          | 0          | CI              | 0               | 0               | UCL                | 3                  | 0                  | SI          | 0           | 0           | 10     | 0      |
| 2015-2016       | Juventus        | A               | 11         | 0          | CI              | 2               | 0               | UCL                | 0                  | 0                  | SI          | 0           | 0           | 13     | 0      |
| 2016-2017       | Juventus        | A               | 18         | 0          | CI              | 3               | 0               | UCL                | 3                  | 0                  | SI          | 0           | 0           | 24     | 0      |
| 2017-2018       | Juventus        | A               | 19         | 0          | CI              | 4               | 0               | UCL                | 3                  | 0                  | SI          | 0           | 0           | 26     | 0      |
| Totale Juventus | Totale Juventus | Totale Juventus | 116        | 4          |                 | 11              | 0               |                    | 27                 | 0                  |             | 2           | 1           | 156    | 5      |
| 2018-2019       | Inter           | A               | 32         | 0          | CI              | 1               | 0               | UCL+UEL            | 6+3                | 0                  | -           | -           | -           | 42     | 0      |
| 2019-2020       | Inter           | A               | 8          | 0          | CI              | 0               | 0               | UCL                | 3                  | 0                  | -           | -           | -           | 11     | 0      |
| Totale Inter    | Totale Inter    | Totale Inter    | 40         | 0          |                 | 1               | 0               |                    | 12                 | 0                  |             | -           | -           | 53     | 0      |
| feb.-giu. 2021  | Cagliari        | A               | 9          | 0          | CI              | 0               | 0               | -                  | -                  | -                  | -           | -           | -           | 9      | 0      |
| Totale carriera | Totale carriera | Totale carriera | 279        | 12         |                 | 17              | 0               |                    | 54                 | 0                  |             | 2           | 1           | 352    | 13     |

### Cronologia presenze e reti in nazionale
| Cronologia completa delle presenze e delle reti in nazionale ― Ghana | Cronologia completa delle presenze e delle reti in nazionale ― Ghana | Cronologia completa delle presenze e delle reti in nazionale ― Ghana | Cronologia completa delle presenze e delle reti in nazionale ― Ghana | Cronologia completa delle presenze e delle reti in nazionale ― Ghana | Cronologia completa delle presenze e delle reti in nazionale ― Ghana | Cronologia completa delle presenze e delle reti in nazionale ― Ghana | Cronologia completa delle presenze e delle reti in nazionale ― Ghana |
| Data                                                                 | Città                                                                | In casa                                                              | Risultato                                                            | Ospiti                                                               | Competizione                                                         | Reti                                                                 | Note                                                                 |
| -------------------------------------------------------------------- | -------------------------------------------------------------------- | -------------------------------------------------------------------- | -------------------------------------------------------------------- | -------------------------------------------------------------------- | -------------------------------------------------------------------- | -------------------------------------------------------------------- | -------------------------------------------------------------------- |
| 11-2-2009                                                            | Il Cairo                                                             | Egitto                                                               | 2 – 2                                                                | Ghana                                                                | Amichevole                                                           | -                                                                    | 81’                                                                  |
| 29-3-2009                                                            | Kumasi                                                               | Ghana                                                                | 1 – 0                                                                | Benin                                                                | Qual. Mondiali 2010                                                  | -                                                                    | 60’                                                                  |
| 7-6-2009                                                             | Bamako                                                               | Mali                                                                 | 0 – 2                                                                | Ghana                                                                | Qual. Mondiali 2010                                                  | 1                                                                    |                                                                      |
| 20-6-2009                                                            | Omdurman                                                             | Sudan                                                                | 0 – 2                                                                | Ghana                                                                | Qual. Mondiali 2010                                                  | -                                                                    | 53’                                                                  |
| 15-11-2009                                                           | Kumasi                                                               | Ghana                                                                | 2 – 2                                                                | Mali                                                                 | Qual. Mondiali 2010                                                  | -                                                                    | 61’                                                                  |
| 18-11-2009                                                           | Luanda                                                               | Angola                                                               | 0 – 0                                                                | Ghana                                                                | Amichevole                                                           | -                                                                    |                                                                      |
| 5-1-2010                                                             | Manzini                                                              | Ghana                                                                | 0 – 0                                                                | Malawi                                                               | Amichevole                                                           | -                                                                    | 80’                                                                  |
| 15-1-2010                                                            | Cabinda                                                              | Costa d'Avorio                                                       | 3 – 1                                                                | Ghana                                                                | Coppa d'Africa 2010 - 1º turno                                       | -                                                                    |                                                                      |
| 19-1-2010                                                            | Luanda                                                               | Burkina Faso                                                         | 0 – 1                                                                | Ghana                                                                | Coppa d'Africa 2010 - 1º turno                                       | -                                                                    |                                                                      |
| 24-1-2010                                                            | Luanda                                                               | Angola                                                               | 0 – 1                                                                | Ghana                                                                | Coppa d'Africa 2010 - Quarti di finale                               | -                                                                    |                                                                      |
| 28-1-2010                                                            | Luanda                                                               | Ghana                                                                | 1 – 0                                                                | Nigeria                                                              | Coppa d'Africa 2010 - Semifinale                                     | -                                                                    |                                                                      |
| 31-1-2010                                                            | Luanda                                                               | Ghana                                                                | 0 – 1                                                                | Egitto                                                               | Coppa d'Africa 2010 - Finale                                         | -                                                                    |                                                                      |
| 3-3-2010                                                             | Sarajevo                                                             | Bosnia ed Erzegovina                                                 | 2 – 1                                                                | Ghana                                                                | Amichevole                                                           | -                                                                    | 36’                                                                  |
| 1-6-2010                                                             | Rotterdam                                                            | Paesi Bassi                                                          | 4 – 1                                                                | Ghana                                                                | Amichevole                                                           | -                                                                    | 78’                                                                  |
| 5-6-2010                                                             | Milton Keynes                                                        | Ghana                                                                | 1 – 0                                                                | Lettonia                                                             | Amichevole                                                           | -                                                                    | 58’                                                                  |
| 13-6-2010                                                            | Pretoria                                                             | Serbia                                                               | 0 – 1                                                                | Ghana                                                                | Mondiali 2010 - 1º turno                                             | -                                                                    | 73’                                                                  |
| 19-6-2010                                                            | Rustenburg                                                           | Ghana                                                                | 1 – 1                                                                | Australia                                                            | Mondiali 2010 - 1º turno                                             | -                                                                    | 77’                                                                  |
| 23-6-2010                                                            | Johannesburg                                                         | Ghana                                                                | 0 – 1                                                                | Germania                                                             | Mondiali 2010 - 1º turno                                             | -                                                                    |                                                                      |
| 26-6-2010                                                            | Rustenburg                                                           | Stati Uniti                                                          | 1 – 2 dts                                                            | Ghana                                                                | Mondiali 2010 - Ottavi di finale                                     | -                                                                    |                                                                      |
| 2-7-2010                                                             | Johannesburg                                                         | Uruguay                                                              | 1 – 1 dts (4 – 2 dtr)                                                | Ghana                                                                | Mondiali 2010 - Quarti di finale                                     | -                                                                    |                                                                      |
| 11-8-2010                                                            | Johannesburg                                                         | Sudafrica                                                            | 1 – 0                                                                | Ghana                                                                | Amichevole                                                           | -                                                                    |                                                                      |
| 5-9-2010                                                             | Lobamba                                                              | eSwatini                                                             | 0 – 3                                                                | Ghana                                                                | Qual. Coppa d'Africa 2012                                            | -                                                                    |                                                                      |
| 10-10-2010                                                           | Kumasi                                                               | Ghana                                                                | 0 – 0                                                                | Sudan                                                                | Qual. Coppa d'Africa 2012                                            | -                                                                    |                                                                      |
| 17-11-2010                                                           | Dubai                                                                | Arabia Saudita                                                       | 0 – 0                                                                | Ghana                                                                | Amichevole                                                           | -                                                                    |                                                                      |
| 8-2-2011                                                             | Anversa                                                              | Ghana                                                                | 4 – 1                                                                | Togo                                                                 | Amichevole                                                           | -                                                                    |                                                                      |
| 27-3-2011                                                            | Brazzaville                                                          | Rep. del Congo                                                       | 0 – 3                                                                | Ghana                                                                | Qual. Coppa d'Africa 2012                                            | -                                                                    |                                                                      |
| 29-3-2011                                                            | Londra                                                               | Inghilterra                                                          | 1 – 1                                                                | Ghana                                                                | Amichevole                                                           | -                                                                    |                                                                      |
| 3-6-2011                                                             | Kumasi                                                               | Ghana                                                                | 3 – 1                                                                | Rep. del Congo                                                       | Qual. Coppa d'Africa 2012                                            | -                                                                    |                                                                      |
| 7-6-2011                                                             | Jeonju                                                               | Corea del Sud                                                        | 2 – 1                                                                | Ghana                                                                | Amichevole                                                           | -                                                                    |                                                                      |
| 2-9-2011                                                             | Accra                                                                | Ghana                                                                | 2 – 0                                                                | eSwatini                                                             | Qual. Coppa d'Africa 2012                                            | -                                                                    |                                                                      |
| 5-9-2011                                                             | Londra                                                               | Brasile                                                              | 1 – 0                                                                | Ghana                                                                | Amichevole                                                           | -                                                                    |                                                                      |
| 8-10-2011                                                            | Khartoum                                                             | Sudan                                                                | 0 – 2                                                                | Ghana                                                                | Qual. Coppa d'Africa 2012                                            | -                                                                    |                                                                      |
| 11-10-2011                                                           | Watford                                                              | Ghana                                                                | 0 – 0                                                                | Nigeria                                                              | Amichevole                                                           | -                                                                    |                                                                      |
| 15-11-2011                                                           | Saint-Leu-la-Forêt                                                   | Ghana                                                                | 2 – 1                                                                | Gabon                                                                | Amichevole                                                           | -                                                                    |                                                                      |
| 15-1-2012                                                            | Rustenburg                                                           | Sudafrica                                                            | 1 – 1                                                                | Ghana                                                                | Amichevole                                                           | -                                                                    |                                                                      |
| 28-1-2012                                                            | Franceville                                                          | Ghana                                                                | 2 – 0                                                                | Mali                                                                 | Coppa d'Africa 2012 - 1º turno                                       | -                                                                    |                                                                      |
| 1-2-2012                                                             | Franceville                                                          | Ghana                                                                | 1 – 1                                                                | Guinea                                                               | Coppa d'Africa 2012 - 1º turno                                       | -                                                                    |                                                                      |
| 5-2-2012                                                             | Franceville                                                          | Ghana                                                                | 2 – 1 dts                                                            | Tunisia                                                              | Coppa d'Africa 2012 - Quarti di finale                               | -                                                                    |                                                                      |
| 8-2-2012                                                             | Bata                                                                 | Zambia                                                               | 1 – 0                                                                | Ghana                                                                | Coppa d'Africa 2012 - Semifinale                                     | -                                                                    |                                                                      |
| 11-2-2012                                                            | Malabo                                                               | Ghana                                                                | 0 – 2                                                                | Mali                                                                 | Coppa d'Africa 2012 - Finale 3º posto                                | -                                                                    |                                                                      |
| 29-2-2012                                                            | Chester                                                              | Cile                                                                 | 1 – 1                                                                | Ghana                                                                | Amichevole                                                           | -                                                                    |                                                                      |
| 1-6-2012                                                             | Kumasi                                                               | Ghana                                                                | 7 – 0                                                                | Lesotho                                                              | Qual. Mondiali 2014                                                  | -                                                                    |                                                                      |
| 9-6-2012                                                             | Ndola                                                                | Zambia                                                               | 1 – 0                                                                | Ghana                                                                | Qual. Mondiali 2014                                                  | -                                                                    | 55’                                                                  |
| 15-8-2012                                                            | Xi'an                                                                | Cina                                                                 | 1 – 1                                                                | Ghana                                                                | Amichevole                                                           | -                                                                    |                                                                      |
| 8-9-2012                                                             | Accra                                                                | Ghana                                                                | 2 – 0                                                                | Malawi                                                               | Qual. Coppa d'Africa 2013                                            | -                                                                    |                                                                      |
| 11-9-2012                                                            | Monrovia                                                             | Liberia                                                              | 2 – 0                                                                | Ghana                                                                | Amichevole                                                           | -                                                                    |                                                                      |
| 10-1-2013                                                            | Abu Dhabi                                                            | Ghana                                                                | 3 – 0                                                                | Egitto                                                               | Amichevole                                                           | -                                                                    |                                                                      |
| 13-1-2013                                                            | Abu Dhabi                                                            | Ghana                                                                | 4 – 2                                                                | Tunisia                                                              | Amichevole                                                           | -                                                                    |                                                                      |
| 20-1-2013                                                            | Port Elizabeth                                                       | Ghana                                                                | 2 – 2                                                                | RD del Congo                                                         | Coppa d'Africa 2013 - 1º turno                                       | 1                                                                    |                                                                      |
| 24-1-2013                                                            | Port Elizabeth                                                       | Ghana                                                                | 1 – 0                                                                | Mali                                                                 | Coppa d'Africa 2013 - 1º turno                                       | -                                                                    | 77’                                                                  |
| 28-1-2013                                                            | Port Elizabeth                                                       | Niger                                                                | 0 – 3                                                                | Ghana                                                                | Coppa d'Africa 2013 - 1º turno                                       | -                                                                    |                                                                      |
| 2-2-2013                                                             | Port Elizabeth                                                       | Ghana                                                                | 2 – 0                                                                | Capo Verde                                                           | Coppa d'Africa 2013 - Quarti di finale                               | -                                                                    |                                                                      |
| 6-2-2013                                                             | Nelspruit                                                            | Burkina Faso                                                         | 1 – 1 dts (3 – 2 dtr)                                                | Ghana                                                                | Coppa d'Africa 2013 - Semifinale                                     | -                                                                    |                                                                      |
| 9-2-2013                                                             | Port Elizabeth                                                       | Mali                                                                 | 3 – 1                                                                | Ghana                                                                | Coppa d'Africa 2013 - Finale 3º posto                                | 1                                                                    |                                                                      |
| 24-3-2013                                                            | Kumasi                                                               | Ghana                                                                | 4 – 0                                                                | Sudan                                                                | Qual. Mondiali 2014                                                  | -                                                                    |                                                                      |
| 16-6-2013                                                            | Maseru                                                               | Lesotho                                                              | 0 – 2                                                                | Ghana                                                                | Qual. Mondiali 2014                                                  | -                                                                    |                                                                      |
| 14-8-2013                                                            | Istanbul                                                             | Turchia                                                              | 2 – 2                                                                | Ghana                                                                | Amichevole                                                           | -                                                                    | 52’                                                                  |
| 6-9-2013                                                             | Kumasi                                                               | Ghana                                                                | 2 – 1                                                                | Zambia                                                               | Qual. Mondiali 2014                                                  | 1                                                                    |                                                                      |
| 15-10-2013                                                           | Kumasi                                                               | Ghana                                                                | 6 – 1                                                                | Egitto                                                               | Qual. Mondiali 2014                                                  | -                                                                    |                                                                      |
| 19-11-2013                                                           | Il Cairo                                                             | Egitto                                                               | 2 – 1                                                                | Ghana                                                                | Qual. Mondiali 2014                                                  | -                                                                    |                                                                      |
| 5-3-2014                                                             | Podgorica                                                            | Montenegro                                                           | 1 – 0                                                                | Ghana                                                                | Amichevole                                                           | -                                                                    | 66’                                                                  |
| 31-5-2014                                                            | Rotterdam                                                            | Paesi Bassi                                                          | 1 – 0                                                                | Ghana                                                                | Amichevole                                                           | -                                                                    |                                                                      |
| 9-6-2014                                                             | Miami Gardens                                                        | Ghana                                                                | 4 – 0                                                                | Corea del Sud                                                        | Amichevole                                                           | -                                                                    |                                                                      |
| 16-6-2014                                                            | Natal                                                                | Ghana                                                                | 1 – 2                                                                | Stati Uniti                                                          | Mondiali 2014 - 1º turno                                             | -                                                                    |                                                                      |
| 21-6-2014                                                            | Fortaleza                                                            | Germania                                                             | 2 – 2                                                                | Ghana                                                                | Mondiali 2014 - 1º turno                                             | -                                                                    |                                                                      |
| 26-6-2014                                                            | Brasilia                                                             | Portogallo                                                           | 2 – 1                                                                | Ghana                                                                | Mondiali 2014 - 1º turno                                             | -                                                                    |                                                                      |
| 6-9-2014                                                             | Kumasi                                                               | Ghana                                                                | 1 – 1                                                                | Uganda                                                               | Qual. Coppa d'Africa 2015                                            | -                                                                    |                                                                      |
| 10-9-2014                                                            | Lomé                                                                 | Togo                                                                 | 2 – 3                                                                | Ghana                                                                | Qual. Coppa d'Africa 2015                                            | -                                                                    |                                                                      |
| 11-10-2014                                                           | Casablanca                                                           | Guinea                                                               | 1 – 1                                                                | Ghana                                                                | Qual. Coppa d'Africa 2015                                            | -                                                                    |                                                                      |
| 15-10-2014                                                           | Tamale                                                               | Ghana                                                                | 3 – 1                                                                | Guinea                                                               | Qual. Coppa d'Africa 2015                                            | -                                                                    | 65’                                                                  |
| 8-9-2018                                                             | Nairobi                                                              | Kenya                                                                | 1 – 0                                                                | Ghana                                                                | Qual. Coppa d'Africa 2019                                            | -                                                                    | 74’                                                                  |
| 15-6-2019                                                            | Dubai                                                                | Ghana                                                                | 0 – 0                                                                | Sudafrica                                                            | Amichevole                                                           | -                                                                    | 46’                                                                  |
| 29-6-2019                                                            | Ismailia                                                             | Camerun                                                              | 0 – 0                                                                | Ghana                                                                | Coppa d'Africa 2019 - 1º turno                                       | -                                                                    | 78’                                                                  |
| 2-7-2019                                                             | Suez                                                                 | Guinea-Bissau                                                        | 0 – 2                                                                | Ghana                                                                | Coppa d'Africa 2019 - 1º turno                                       | -                                                                    | 86’                                                                  |
| Totale                                                               |                                                                      | Presenze                                                             | 74                                                                   |                                                                      | Reti                                                                 | 4                                                                    |                                                                      |

## Palmarès

### Club
- Campionato italiano: 6

Juventus: 2012-2013, 2013-2014, 2014-2015, 2015-2016, 2016-2017, 2017-2018
- Supercoppa italiana: 3

Juventus: 2012, 2013, 2015
- Coppa Italia: 4

Juventus: 2014-2015, 2015-2016, 2016-2017, 2017-2018

### Individuale
- Calciatore ghanese dell'anno: 2

2012, 2013
- Miglior giocatore della Supercoppa italiana: 1

2012
- Gran Galà del calcio AIC: 1

Squadra dell'anno: 2014